# Manifestacija „Svet žena“
Svet žena je manifestacija posvećena ženama, koja se tokom meseca marta odžava u Loznici. Tokom manifestacije se se organizuje raznolik program kultornog, umetničkog i edukativnog karaktera na više lokacija u Loznici. Sama manifestacija podržana je od strane uprave grada. Glavni cilj manifestacije jeste promovisanje i afirmisanje stvaralaštva žena u različitim oblastima.
Tokom više od dvadeset godina tradicije ove manifestacije u gradu su odžane različite radionice, naučne tribine, koncerti, obuke, izložbe i pozorišne predstave. Grad je ovom prilikom ugostio različite predstavnike iz sveta nauke, kulture i umetnosti i javnog života kao što su: Vida Ognjenović, Ljubica Arsić, Radmila Lazić, Sanja Domazet, Ružica Sokić
i Ivana Stefanović
Posetioci tokom manifestacije mogu saznati više o životu i svaralaštvu: Milene Pavlović Barili, Nadežede Petrović, Anice Savić Rebac, Bobe Blagojević, Ksenije Anastasijević, Isidore Sekulić, Mire Trailović, Žanke Stokić, Delfi Ivanić, kao i u stalnim postavkama Miće Popovića i Vere Božićkovič Popović.